# Swedish Open 1968
Die Swedish Open 1968 fanden in Malmö statt. Es war die 13. Austragung dieser internationalen Meisterschaften von Schweden im Badminton.

## Titelträger
| Disziplin    | Sieger                    |
| ------------ | ------------------------- |
| Herreneinzel | Svend Pri                 |
| Dameneinzel  | Eva Twedberg              |
| Herrendoppel | Henning Borch Erland Kops |
| Damendoppel  | Lonny Funch Ulla Strand   |
| Mixed        | Svend Pri Ulla Strand     |

## Finalergebnisse
| Disziplin    | Sieger                    | Finalist                             | Ergebnis          |
| ------------ | ------------------------- | ------------------------------------ | ----------------- |
| Herreneinzel | Svend Pri                 | Erland Kops                          | 15–5, 15–7        |
| Dameneinzel  | Eva Twedberg              | Ulla Strand                          | 11–2, 11–0        |
| Herrendoppel | Henning Borch Erland Kops | Poul-Erik Nielsen Per Walsøe         | 15–7, 15–11       |
| Damendoppel  | Lonny Funch Ulla Strand   | Anne Flindt Pernille Mølgaard Hansen | 4–15, 15–6, 18–16 |
| Mixed        | Svend Pri Ulla Strand     | Per Walsøe Pernille Mølgaard Hansen  | 15–5, 15–11       |